# Нефедово (Вологодский район)
Нефедово — деревня в Вологодском районе Вологодской области.
Входит в состав Новленского сельского поселения (с 1 января 2006 года по 8 апреля 2009 года была центром Нефедовского сельского поселения), с точки зрения административно-территориального деления — центр Нефедовского сельсовета.
Расстояние до районного центра Вологды по автодороге — 82 км, до центра муниципального образования Новленского по прямой — 22 км. Ближайшие населённые пункты — Куркино, Отеклеево, Колышкино, Попово, Мальгино, Старое Село, Мишаково, Подол.
По переписи 2002 года население — 250 человек (119 мужчин, 131 женщина). Всё население — русские.